# 샤오즈
샤오즈(중국어 간체자: 肖智, 1985년 5월 28일 ~ )는 중국의 축구 선수이다. 포지션은 공격수이며 현재 중국 을급리그의 칭다오 중넝 소속이다.

## 클럽 경력
샤오즈는 당시 중국 2부리그에 속한 난징 요요 FC에서 축구를 시작했다. 데뷔 첫 시즌부터 9경기를 출전했다.
2007시즌을 앞두고 중국 슈퍼리그의 허난 젠예로 이적했다. 2007년 3월 11일 베이징 궈안과의 경기에서 허난 이적 후 첫 경기를 치렀다. 2007년 11월 4일 창춘 야타이전에서 허난 소속으로 첫 골을 기록했다. 중국 슈퍼리그 이적 첫 시즌인 2007시즌에 24경기 출전 1득점을 기록하면서 팀의 주전 선수로 활약했다.
2016시즌을 앞두고 광저우 푸리로 이적했다.

## 국가대표팀 경력
2017년 6월 7일 필리핀 축구 국가대표팀과의 친선경기에서 중국 축구 국가대표팀에 데뷔했으며 이 경기에서 데뷔골을 기록했다.
2019년 AFC 아시안컵에 참가하는 중국 축구 국가대표팀 최종 명단에 포함되었다. 태국 축구 국가대표팀과의 16강전에서 동점골을 기록해 중국의 8강 진출에 기여했다.